# (24260) Kriváň
(24260) Kriváň  est un astéroïde de la ceinture principale découvert le 13 décembre 1999 par l'astronome slovaque Peter Kušnirák à l'observatoire d'Ondřejov en République tchèque.

## Compléments